# Robert Heffernan

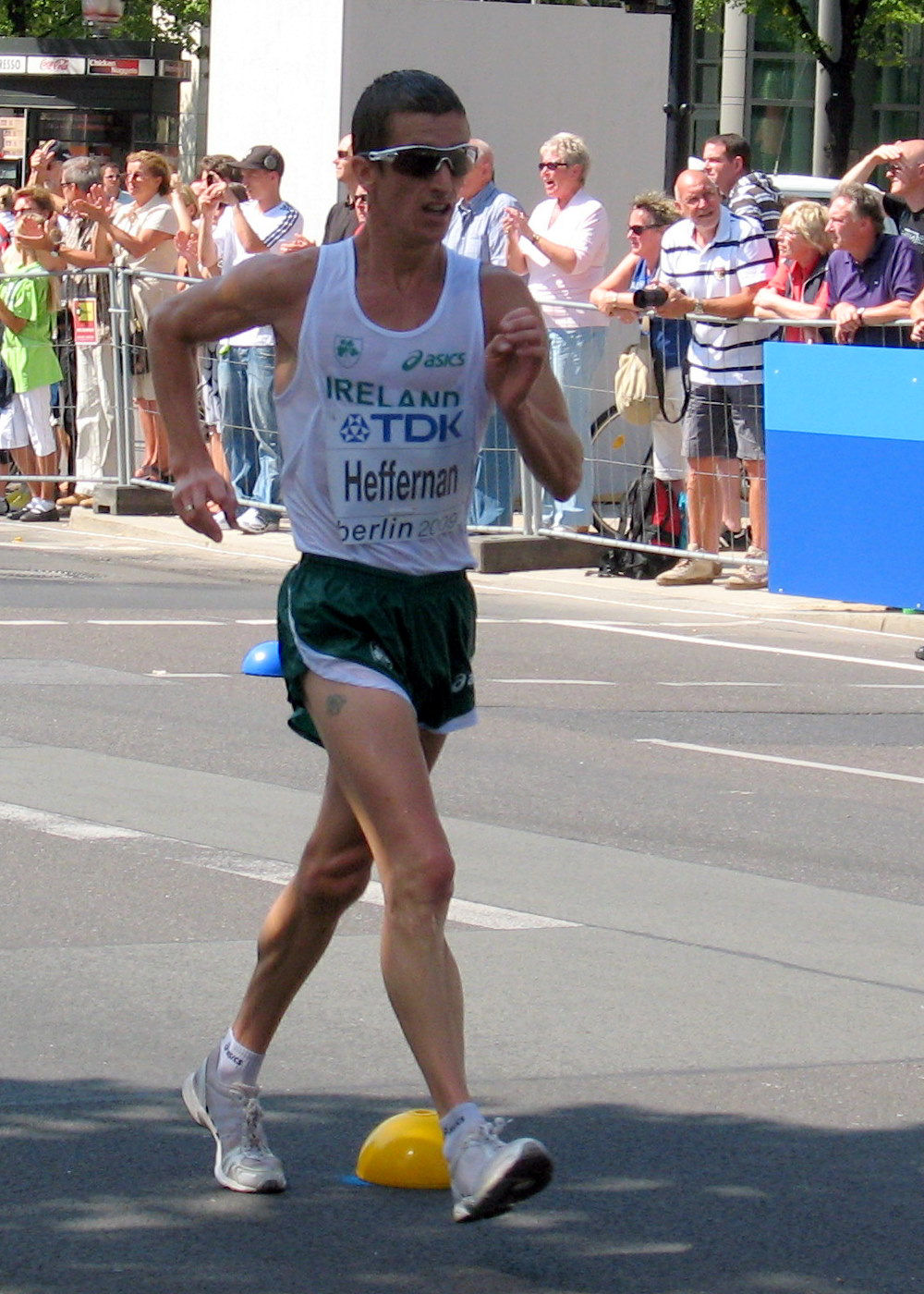
Robert Heffernan (2009)

Robert Heffernan (* 28. Februar 1978 in Cork) ist ein irischer Geher. Seine Ehefrau Marian Heffernan war ebenfalls als Leichtathletin aktiv.
Bei den Weltmeisterschaften 2001 in Edmonton belegte er im 20-km-Gehen den 14. Platz, bei den Europameisterschaften in München 2002 wurde er Achter. Bei den Weltmeisterschaften 2007 in Osaka erzielte er einen sechsten Platz. Bei den Olympischen Spielen 2008 in Peking wurde er Achter.
Seine bis dahin erfolgreichsten Wettbewerbe waren die bei den Europameisterschaften 2010 im spanischen Barcelona. Hier erhielt er nach der Disqualifizierung des russischen Dopingsünders Stanislaw Jemeljanow über die 20-km-Distanz die Bronzemedaille und wurde über die 50-km-Distanz Vierter. Mit einer Zeit von 3:45:30 h über 50 km stellte er zudem einen neuen irischen Nationalrekord auf. Bei den Olympischen Spielen 2012 in London erreichte er mit einer persönlichen Bestzeit von 3:37:54 h die Bronzemedaille über 50 km.
Bei den Weltmeisterschaften 2013 in Moskau feierte Heffernan seinen bis dahin größten Erfolg. Mit einer Weltjahresbestzeit von 3:37:56 h gewann er die Goldmedaille.